# Orestias parinacotensis
 Orestias parinacotensis és una espècie de peix de la família dels ciprinodòntids i de l'ordre dels ciprinodontiformes.

## Morfologia
Els mascles poden assolir els 8,5 cm de longitud total.

## Distribució geogràfica
Es troba a Sud-amèrica: el riu Lauca a Xile.